# Jorge López
Pour les articles homonymes, voir López.
Jorge López (né le 10 février 1993 à Cayey, Porto Rico) est un lanceur droitier des Mets de New York de la Ligue majeure de baseball.

## Carrière
Jorge López joue au baseball à l'Académie militaire de Caguas, à Porto Rico, et est sélectionné par les Brewers de Milwaukee au 2e tour de sélection du repêchage amateur de 2011. En 2014, il est choisi pour jouer dans le match des étoiles du futur à Minneapolis.
Il fait ses débuts dans le baseball majeur comme lanceur partant des Brewers de Milwaukee le 29 septembre 2015 face aux Padres de San Diego et retire 7 adversaires sur des prises en 5 manches pour sa première victoire.